# Jonesboro (Indiana)
Jonesboro es una ciudad situada en el condado de Grant, Indiana, Estados Unidos. Tiene una población estimada, a mediados de 2023, de 1502 habitantes.

## Geografía
La localidad está ubicada en las coordenadas 40°28′47″N 85°37′49″O / 40.47972, -85.63028. Según la Oficina del Censo de los Estados Unidos, tiene una superficie de 2.31 km², correspondientes en su totalidad a tierra firme.

## Demografía
Según el censo de 2020, en ese momento había 1516 personas residiendo en la localidad. La densidad de población era de 656.28 hab./km². El 90.9% de los habitantes eran blancos, el 0.9% eran afroamericanos, el 0.2% eran amerindios, el 0.4% eran asiáticos, el 0.9% eran de otras razas y el 6.7% eran de una mezcla de razas. Del total de la población, el 4.0% eran hispanos o latinos de cualquier raza.